# جامعة مانهايم
جامعة مانهايم (بالألمانية: Universität Mannheim)‏ هي واحدة من أحدث جامعات ألمانيا إنشاءً. وهي تمنح درجات البكالوريوس والماجستير والدكتوراه.
مقر الجامعة الرئيس هو قصر مانهايم، وهي أكبر قصور الباروك في ألمانيا، ويقع في منتصف وسط مدينة مانهايم بولاية بادن فورتمبيرغ.
ينتظم بالجامعة حوالي 800 باحثًا و9300 طالبًا، وتحتل الجامعة المركز 244 عالميًا في تصنيف كيو إس لجامعات العالم، ويحتل برنامج العلوم الاجتماعية بها المركز 66 عالميًا.

## كليات الجامعة
تتكون جامعة مانهايم من خمس مدارس هي:
- مدرسة الأعمال: هي واحدة من أكبر كليات إدارة الأعمال في أوروبا، ويعمل بها 27 أستاذ كرسي ويدرس فيها حوالي 3500 طالبًا.
- مدرسة القانون والاقتصاد
- مدرسة العلوم الاجتماعبة: وتضم مجالات العلوم السياسية وعلم الاجتماع وعلم النفس، وتتمتع العلوم الاجتماعية بجامعة مانهايم بسمعة عالمية تنعكس على تصنيفها في هذا المجال بين جامعات العالم.
- مدرسة العلوم الإنسانية: وتضم تخصصات الدراسات الإنجليزية، والدراسات الجرمانية، والتاريخ، والإعلام ودراسات الاتصال، والفلسفة، والدراسات الرومانسية.
- مدرسة الرياضيات وعلوم الحاسب: وتضم كلًا من معهد الرياضيات ومعهد علوم الحاسب.

## مكانتها عالميًا ومحليًا
أطلقت جريدة دي تسايت الألمانية على جامعة مانهايم لقب «هارفارد ألمانيا». وللجامعة مكانة مرموقة في مجالات إدارة الأعمال والاقتصاد والعلوم الاجتماعية على وجه الخصوص. ويعد برنامج جامعة مانهايم لإدارة الأعمال الأفضل في ألمانيا، كما يحتل برنامج الماجستير في الإدارة بجامعة مانهايم المركز الثالث عشر أوروبيًا وفقًا لجريدة فاينانشيال تايمز، بينما يحتل برنامج ماجستير إدارة الأعمال بمدرسة إدارة الأعمال بالجامعة المركز الثالث والعشرين عالميًا وفقًا لسي إن إن إكسبانشن، والمركز السادس والعشرين وفقًا للإيكونوميست، كما يحتل برنامج جامعة مانهايم لماجستير إدارة الأعمال التنفيذي المركز الحادي والعشرين عالميًا وفقًا لتصنيف فاينانشيال تايمز لماجستير إدارة الأعمال التنفيذي.

## وصلات خارجية
- الموقع الرسمي لجامعة مانهايم (بالألمانية والإنجليزية)